# Cokedale
Cokedale es un pueblo ubicado en el condado de Las Ánimas en el estado estadounidense de Colorado. En el Censo de 2010 tenía una población de 129 habitantes y una densidad poblacional de 242,96 personas por km².

## Geografía
Cokedale se encuentra ubicado en las coordenadas 37°8′39″N 104°37′18″O / 37.14417, -104.62167. Según la Oficina del Censo de los Estados Unidos, Cokedale tiene una superficie total de 0,53 km², de la cual 0,53 km² corresponden a tierra firme y (0%) 0 km² es agua.

## Demografía
Según el censo de 2010, había 129 personas residiendo en Cokedale. La densidad de población era de 242,96 hab./km². De los 129 habitantes, Cokedale estaba compuesto por el 91,47% blancos, el 0% eran afroamericanos, el 0,78% eran amerindios, el 0% eran asiáticos, el 0% eran isleños del Pacífico, el 6,98% eran de otras razas y el 0,78% pertenecían a dos o más razas. Del total de la población el 23,26% eran hispanos o latinos de cualquier raza.